# خداحافظ پاریس
خداحافظ پاریس (انگلیسی: Adieu Paris) فیلمی آلمانی-لوکزامبورژی-فرانسوی محصول سال ۲۰۱۳ میلادی است. این فیلم با نام «ارتقاء» نیز شناخته می‌شود.